# Niños de ojos negros
Los niños de ojos negros (abreviado como Nions), también llamados chicos de ojos negros, son una leyenda urbana paranormal de supuestas criaturas que se asemejan a niños entre las edades de 6 y 16 años, con la piel pálida y los ojos negros, que al parecer hacen autostop y se dedican a la mendicidad, o que se encuentran en los umbrales de las casas y las viviendas. Las historias de los niños de ojos negros han aparecido en la cultura pop desde finales de 1990.

## Historia
Los supuestos orígenes de esta leyenda se hallan en publicaciones escritas de 1998, por el reportero de Texas Brian Bethel en una "lista de correo sobre fantasmas" en relación con presuntos encuentros con "niños de ojos negros" en Abilene, Texas y Portland, Oregón. Como ejemplos clásicos de leyendas urbanas llamados creepypasta, las historias de Bethel ganaron tanta popularidad que él creó y publicó un FAQ, que sería usado para mantenerse al día con la demanda de más información sobre la nueva leyenda urbana. En 2012, Brian Bethel contó su historia sobre la realidad en la serie de televisión Monstruos y Misterios en América (en inglés Monsters and Mysteries in America). Escribió un artículo de seguimiento para el reportero de noticias de Abilene, describiendo su experiencia.
En 2012, una película de Cine de terror sobre los niños de ojos negros fue empezada a producirse con una campaña de financiación en Kickstarter, su director comentó que los niños de ojos negros eran "una leyenda urbana que ha estado flotando alrededor del Internet desde hace años" -"yo siempre pensé que era algo fascinante"- comentó el director. En un episodio de 2013 de Weekly Strange del MSN, se presentaron informes de niños de ojos negros que se cree han ayudado a difundir la leyenda por Internet.
Durante una semana en setiembre de 2014, el tabloide británico Daily Star publicó tres historias sensacionalistas de primera plana sobre supuestos avistamientos de los niños de ojos negros, conectados a la venta de un bar supuestamente encantado en Staffordshire. En el documento se reivindica un "aumento en los avistamientos directos en todo el mundo". Los presuntos avistamientos son tomados en serio por los cazadores de fantasmas, algunos de los cuales creen que los niños de ojos negros sean en realidad extraterrestres, vampiros o fantasmas.
De acuerdo con el escritor de ciencia Sharon A. Hill, la leyenda de los niños de ojos negros se asemeja a las típicas historias espeluznantes del folklore, tales como los perros negros fantasmales, apariciones, y monstruos misteriosos. "Ellos no son sobrenaturales, no pueden ni siquiera mencionar un encuentro real. Eso no impide que la gente continué, viéndolos, temerlos y transmitir el último cuento de terror", comenta el escritor.